# Don't Worry About Me
 (novembre 2017).
Si vous disposez d'ouvrages ou d'articles de référence ou si vous connaissez des sites web de qualité traitant du thème abordé ici, merci de compléter l'article en donnant les références utiles à sa vérifiabilité et en les liant à la section « Notes et références ».
Albums de Joey Ramone
Merry Christmas (I Don't Want to Fight Tonight) (EP)
(2001) Christmas Spirit... In My House (EP)
(2002)
Singles
1. What a Wonderful World
Sortie : 2002

Don't Worry About Me est l’unique album solo du chanteur américain punk rock Joey Ramone, qui a, précédemment, fait partie du groupe Ramones en tant que chanteur principal, avec qui il a sorti plusieurs albums. L'album paraît, à titre posthume, en 2002.

## Présentation
Don't Worry About Me est produit par Daniel Rey (en), également présent à la guitare sur la plupart des morceaux de l'album. Rey a, auparavant, produit trois albums des Ramones, entre 1987 et 1995.
Une version Dualdisc de l'album est publiée le 2 novembre 2004. Elle inclut, sur sa seconde face, l'album au format DVD-Audio avec un son surround 5.1, ainsi que le clip du titre What a Wonderful World (réalisé par Debbie Harry) et d'autres bonus (photos, paroles, biographies, etc.).

### Reprises
L'album comprend deux reprises : What a Wonderful World, à l'origine interprétée par Louis Armstrong, et 1969, initialement des Stooges.
Le morceau What a Wonderful World, dans sa version par Joey Ramone, est utilisé dans le remake de la comédie américaine Freaky Friday : Dans la peau de ma mère en 2003 et apparaît sur la bande-son de ce film.
Il est, également, largement utilisé par Apple lors du lancement du progiciel original Final Cut Studio[réf. nécessaire]. Cette chanson apparaît aussi, en 2004, dans le film Jusqu'au cou (Without A Paddle) et dans les publicités pour le jeu vidéo Ratchet and Clank : Opération Destruction

### Maria Bartiromo
Ramone, lié d'amitié à la présentatrice et journaliste américaine Maria Bartiromo lui dédie une chanson à son nom qu'il inclut dans l'album Don't Worry About Me.
Selon Maria Bartiromo, Ramone l'a invitée à venir écouter cette chanson lors d'un de ses concerts. À cause de son travail, elle doit décliner l'offre, mais elle envoie une équipe de télévision filmer le spectacle. Elle se déclare très satisfaite de l'hommage qui lui est rendu.

## Liste des titres
Toutes les chansons sont écrites et composées par Joey Ramone, sauf annotations.
| 1.    | What a Wonderful World (reprise de Louis Armstrong) (Bob Thiele, George David Weiss) | 2:23 |
| 2.    | Stop Thinking About It                                                               | 2:58 |
| 3.    | Mr. Punchy                                                                           | 2:36 |
| 4.    | Maria Bartiromo                                                                      | 3:58 |
| 5.    | Spirit in My House                                                                   | 2:02 |
| 6.    | Venting (It’s a Different World Today)                                               | 3:18 |
| 7.    | Like a Drug I Never Did Before                                                       | 2:04 |
| 8.    | Searching for Something                                                              | 4:12 |
| 9.    | I Got Knocked Down (But I’ll Get Up)                                                 | 3:42 |
| 10.   | 1969 (reprise du titre éponyme des Stooges)                                          | 3:40 |
| 11.   | Don’t Worry About Me                                                                 | 3:55 |
| 34:49 |                                                                                      |      |

| 12. | What a Wonderful World | 3:03 |

## Crédits
| - Joey Ramone : chant (frontman) - Daniel Rey : guitare, chœurs - Andy Shernoff : basse, chœurs - Frank Funaro : batterie - Joe McGinty : claviers - Marky Ramone (invité) : batterie | - Production : Daniel Rey - Producteur délégué : Charlotte Lesher, Mickey Leigh - Mastering : Howie Weinberg - Mixage, ingénierie : Daniel Rey, Jon Marshall Smith - Ingénierie (assistant) : Noah Simon - Design : George DuBose - Artwork : Charlotte Lesher - Photographie : Stéphanie Chernikowski, Allan Brooks, George Seminara, Tina Paul, Bob Gruen |